# Línea 55 (Maldonado)
La línea 55 es una línea de transporte colectivo de ómnibus del departamento de Maldonado, Uruguay. Sale de la ciudad de Maldonado por la terminal y culmina su recorrido en el balneario Buenos Aires.
Tanto a la ida como a la vuelta cuenta con dos variantes en su recorrido, correspondiente a la temporada.

## Recorridos

### Ida
Agencia Maldonado, Av. Batlle y Ordoñez, Bergalli, Rincón, 3 de Febrero, 18 de Julio, San José, Terminal Maldonado, Sarandí, Burnett, Democracia, 3 de Febrero, Tacuarembó, Av. Aparicio Saravia, Av. Aiguá, Av. Luis Alberto de Herrera (perimetral), Av. Aparicio Saravia, Puente Leonel Viera, Av. Eduardo Victor Haedo, Ruta 10, Manantiales, El Chorro, Lobos, Brótolas, Pejerreyes, Balneario Buenos Aires, Calle 49, Calle 38.

### Ida (verano)
Agencia Maldonado, Av. Batlle y Ordoñez, Bergalli, Rincón, 3 de Febrero, 18 de Julio, San José, Terminal Maldonado, Sarandí, Burnett, Democracia, 3 de Febrero, Tacuarembó, Av. Aparicio Saravia, Av. Aiguá, Av. Luis Alberto de Herrera (perimetral), Av. Aparicio Saravia, Puente Leonel Viera, Av. Eduardo Victor Haedo, Juan Pedro López, Huberto Piñeiro, Bartolomé Hidalgo, Los Destinos, Vanguardia, Victoria, Av. Jaureguiberry, Ruta 10, Manantiales, El Chorro, Lobos, Brótolas, Pejerreyes, Balneario Buenos Aires, Calle 49, Calle 38.

### Vuelta
El Chorro, Lobos, Brótolas, Pejerreyes, Balneario Buenos Aires, Calle 49, Calle 38, Ruta 10, Manantiales, La Barra, Av. Eduardo Victor Haedo, Puente Leonel Viera, Aparicio Saravia, Av. Luis Alberto de Herrera (perimetral), Av. Aiguá, Av. Aparicio Saravia, Tacuarembó, 3 de Febrero, Av. M. Chiossi, Burnet, Holanda, Av. Acuña de Figueroa, Av. Roosevelt, Explanada Terminal Maldonado, Av. Roosevelt, Av. Camacho, Dodera, Av. Lavalleja, Av. Batlle y Ordoñez, Agencia Maldonado.

### Vuelta (verano)
El Chorro, Lobos, Brótolas, Pejerreyes, Balneario Buenos Aires, Calle 49, Calle 38, Ruta 10, San Salvador, Victoria, Vanguardia, Los Destinos, Bartolomé Hidalgo, Julio Sosa, Av. Eduardo Victor Haedo, Puente Leonel Viera, Av. Aparicio Saravia, Av. Luis Alberto de Herrera (perimetral), Av. Aiguá, Av. Aparicio Saravia, Tacuarembó, 3 de Febrero, Av. M. Chiossi, Burnet, Holanda, Av. Acuña de Figueroa, Av. Roosevelt, Explanada Terminal Maldonado, Av. Roosevelt, Av. Camacho, Dodera, Av. Lavalleja, Av. Batlle y Ordoñez, Agencia Maldonado.